# Trogon
Trogon là một chi chim trong họ Trogonidae.Chim thường có màu đỏ ở phần bụng bên trên có vệt trắng, chim này rất hiếm và thường có ở Nhật.